# .fr
Pour les articles homonymes, voir FR.
.fr est le domaine de premier niveau national destiné à la France.

## Description
Le domaine .fr est administré par l'Association française pour le nommage Internet en coopération (Afnic), qui gère également les domaines .re pour La Réunion, .tf pour les Terres australes et antarctiques françaises (TAAF), .wf pour Wallis-et-Futuna, .yt pour Mayotte et .pm pour Saint-Pierre-et-Miquelon.
L'Afnic propose également un domaine de second niveau :
- .gouv.fr : administration française ; son utilisation est restreinte et soumise à validation préalable par le Service d'information du Gouvernement (SIG)[2].

Les domaines de second niveau suivants sont fermés à l'enregistrement depuis mars 2009 :
- .nom.fr : noms de famille
- .prd.fr : programmes de recherche et développement
- .presse.fr : publications presse.

Les domaines de second niveau suivants sont fermés à l'enregistrement depuis décembre 2011 :
- .asso.fr : associations
- .com.fr : ouvert à tous sans justification
- .tm.fr : marques déposées.

Le domaine fut introduit le 2 septembre 1986.
La facturation des domaines .fr a été introduite en 1995. Initialement, seule la création d'un sous-domaine était facturée.
La charte définissant les règles d'attribution des noms a été introduite en 1996.
Un domaine .fr était enregistrable par toutes les entreprises et associations pouvant justifier leur nom par un extrait de Kbis ou une déclaration préfectorale. Début 2004, le .fr s'est affranchi de l'obligation de justification du nom et a considérablement réduit son prix de vente. Le 20 juin 2006, le domaine .fr s'est ouvert à tous les particuliers majeurs résidant en France. Le 18 mars 2010, le domaine .fr s'est ouvert aux Français résidant à l'étranger. Le 6 décembre 2011, le domaine .fr s'est ouvert aux entreprises européennes et aux personnes physiques résidant au sein de l’Union européenne ainsi qu'au sein de l'AELE (Suisse, Liechtenstein, Norvège et l'Islande).
Le 3 juillet 2012, l'Afnic ouvre la possibilité au grand public d'enregistrer des noms de domaine accentués (IDN).
Fin 2016, l'Afnic annonce que la barre des 3 millions de domaines .fr enregistrés est franchie. 6 ans plus tard, fin 2022, 1 million de nouveaux domaines ont été enregistrés, montant le total à 4 millions de domaines.

## Règles d'enregistrement
Les enregistrements peuvent être effectués auprès de bureaux d'enregistrement sous contrat avec l'Afnic, pour les personnes suivantes : 
- les personnes morales dont le siège social ou l’adresse d’un établissement est situé au sein de l’Union européenne ainsi qu'au sein de l'AELE (Suisse, Liechtenstein, Norvège et l'Islande),
- l'État, les collectivités territoriales ainsi que leurs établissements,
- les personnes physiques domiciliées au sein de l’Union européenne ainsi qu'au sein de l'AELE (Suisse, Liechtenstein, Norvège et l'Islande).

## Termes réservés
Les noms de domaine identiques au nom de l'une des collectivités territoriales françaises tel que mentionné au Code officiel géographique sont soumis à examen préalable, ainsi que les préfixes mairie- et ville- pour les communes, cr- pour les conseils régionaux, cg- pour les conseils départementaux (anciennement conseils généraux), agglo- pour les communautés d'agglomération et cc- pour les communautés de communes.

## Statistiques d'usage
En juillet 2024, environ 4,2 millions de domaines utilisent l'extension .fr.